# Radhostice
Radhostice település Csehországban, a Prachaticei járásban. Radhostice Žárovná, Bošice, Buk, Vlachovo Březí, Zálezly, Svatá Maří és Šumavské Hoštice településekkel határos. Lakosainak száma 153 fő (2024. január 1.).

## Népesség
A település lakosságának változását az alábbi diagram mutatja:
| Lakosok száma | 688  | 645  | 562  | 301  | 209  | 170  | 147  | 140  | 156  | 153  |
|               | 1869 | 1890 | 1921 | 1950 | 1980 | 2001 | 2017 | 2019 | 2022 | 2024 |